# Klaus Herrmann (Judaist)
Klaus Herrmann (* 1. Oktober 1957 in Köln) ist ein deutscher Judaist mit den Forschungsschwerpunkten frühe jüdische Mystik (Hekhalotliteratur) und Reformjudentum. Er arbeitet seit 1994 als akademischer Rat am Institut für Judaistik an der Freien Universität Berlin.

## Leben
Von 1976 an studierte Klaus Herrmann Evangelische Theologie  und Judaistik an den Universitäten Bonn und Köln. Nach dem Abschluss des Theologiestudiums (1984) setzte er das Studium der Judaistik in Berlin und Jerusalem fort und wirkte an verschiedenen Projekten (vor allem zur frühen jüdischen Mystik unter Leitung des Berliner Judaisten Peter Schäfer) mit. 1989 wurde er an der Freien Universität Berlin zum Dr. phil. promoviert. 1993/94 war er Forschungsstipendiat der Alexander von Humboldt-Stiftung (Feodor Lynen-Forschungsstipendium) an der Hebräischen Universität Jerusalem. Seit 1994 arbeitet er als Akademischer Rat am Institut für Judaistik der Freien Universität Berlin. Von 1994 bis 2003 wirkte er zusätzlich als Managing Editor an der Zeitschrift Jewish Studies Quarterly mit.
Klaus Herrmann ist Mitglied im Verband der Judaisten in Deutschland und in der European Association for Jewish Studies (EAJS).

## Werke
- Massekhet Hekhalot. Traktat von den himmlischen Palästen. Edition, Übersetzung und Kommentar, Tübingen 1994.
- (mit Peter Schäfer) Übersetzung der Hekhalot-Literatur, Bd.I, Tübingen 1995.
- (mit Joseph Dan) Studies in Jewish Manuscripts, Tübingen 1998 [TSMJ 14].
- (mit Margarete Schlüter und Giuseppe Veltri) Jewish Studies Between the Disciplines – Judaistik zwischen den Disziplinen. Papers in Honor of Peter Schäfer on the Occasion of His 60th Birthday, Leiden 2003.
- Sefer Jezira. Buch der Schöpfung, Frankfurt a. M. 2008.
- (mit Hans-Joachim Teichler und Verena Nägel) History und Oral History – Jüdisches Leben in Berlin am Beispiel der drei Themenfelder: Jüdisches Sportleben in Berlin, Chanukka und Weihnukka, Bar/Bat Mizwa und die jüdische Konfirmation für Jungen und Mädchen. Ein Themenheft zu ausgewählten lebensgeschichtlichen Videos aus dem Visual History Archive des Shoah Foundation Institute for Visual History and Education an der University of Southern California (USC), Berlin 2010.
- (mit Ra’anan Boustan, Reimund Leicht, Annette Y. Reed and Giuseppe Veltri, and with the collaboration of Alex Ramos) Envisioning Judaism: Studies in Honor of Peter Schäfer on the Occasion of his Seventieth Birthday, Vol I und II, Tübingen 2013.

Mitarbeit an Publikationen, die im Zusammenhang mit dem Projekt zur frühen jüdischen Mystik („Hekhalot-Literatur“) am Institut für Judaistik der Freien Universität Berlin entstanden sind:
- Konkordanz zur Hekhalot-Literatur, Bd. I-II, hrsg. v. P. Schäfer in Zusammenarbeit mit G. Reeg und unter Mitwirkung von K. Herrmann, C. Rohrbacher-Sticker, R. Otterbach und G. Weyer, Tübingen 1986 und 1988.
- Übersetzung der Hekhalot-Literatur, Bd. II, hrsg. v. P. Schäfer in Zusammenarbeit mit H.-J. Becker, K. Herrmann, C. Rohrbacher-Sticker und S. Siebers, Tübingen 1987
- Übersetzung der Hekhalot-Literatur, Bd. III, hrsg. v. P. Schäfer in Zusammenarbeit mit H.-J. Becker, K. Herrmann, L. Renner, C. Rohrbacher-Sticker und S. Siebers, Tübingen 1989.
- Übersetzung der Hekhalot-Literatur, Bd. IV, hrsg. v. P. Schäfer in Zusammenarbeit mit K. Herrmann, L. Renner, C. Rohrbacher-Sticker und S. Siebers, Tübingen 1987–91.